# Ignaberga
Ignaberga är kyrkbyn i Ignaberga socken och en småort i Hässleholms kommun i Skåne län.

## Befolkningsutveckling
| Befolkningsutvecklingen i Ignaberga 1990–2015 | Befolkningsutvecklingen i Ignaberga 1990–2015 | Befolkningsutvecklingen i Ignaberga 1990–2015 | Befolkningsutvecklingen i Ignaberga 1990–2015 | Befolkningsutvecklingen i Ignaberga 1990–2015 |
| --------------------------------------------- | --------------------------------------------- | --------------------------------------------- | --------------------------------------------- | --------------------------------------------- |
|                                               |                                               |                                               |                                               |                                               |
| År                                            |                                               |                                               | Folkmängd                                     | Areal (ha)                                    |
| 1990                                          | 1990                                          |                                               | 88                                            | 12#                                           |
| 1995                                          | 1995                                          |                                               | 85                                            | 14#                                           |
| 2000                                          | 2000                                          |                                               | 77                                            | 14#                                           |
| 2005                                          | 2005                                          |                                               | 69                                            | 14#                                           |
| 2010                                          | 2010                                          |                                               | 62                                            | 15#                                           |
| 2015                                          | 2015                                          |                                               | 64                                            | 29#                                           |
| Anm.: # Som småort.                           |                                               |                                               |                                               |                                               |

## Samhället
Bredvid Ignaberga gamla kyrka ligger ett äldre före detta skolhus, ett tvåvåningshus från 1852 med putsade fasader. Från början användes huset som fattigstuga på bottenvåningen och skolsal samt lärarbostad på andra våningen. På 1890-talet byggdes det en flygel.
Nedanför kyrkan ligger ett flertal hus av varierande ålder och utseende, i oregelbunden struktur. Många av gårdarna har kvar formen med längor i gråsten och skiftesverk som var vanligt för en 1800-talsby.
Under 1800-talet försköts byns centrum norrut i samband med att Ignaberga nya kyrka byggdes. Den före detta skolan som byggdes intill är byggd i samma stil. Övriga byggnader är av yngre datum och med modernare utformning. 
Efter infarten från Hässleholm ligger Ignaberga medborgarhus.
Omkring 200 meter sydväst om Ignaberga ligger Tykarpsgrottan.
Söder om samhället ligger ett kalkstensbrottet, som mellan 1914 och 1990 drevs av Ignaberga kalkstens AB, där bland annat den vitgråa byggnadsstenen ignabergakalksten bröts. Nordkalk köpte företaget 1990 och driver fortfarande täkten samt en malningsanläggning för kalkstensmjöl för miljökalkning, och användning inom jordbruk och industri.

## Idrott
I Ignaberga finns fotbollsklubben Ignaberga IF, som säsongen 2011 spelar i Division 6 Nordöstra Skåne.